# 罗围村
罗围村，是重庆市长寿区双龙镇下辖的一个行政村级行政单位。 